# Jacques Derrida
Jacques Derrida, nato Jackie Élie Derrida (Algeri, 15 luglio 1930 – Parigi, 9 ottobre 2004), è stato un filosofo e saggista francese.
Docente prima all'École normale supérieure, cofondatore del Collège international de philosophie e poi, fino alla morte, direttore degli studi (directeur d'études) presso l'École des hautes études en sciences sociales di Parigi, il suo nome è legato al concetto di decostruzione, che ebbe una forte influenza sul pensiero della seconda metà del Novecento, in ambiti disciplinari molto diversi dalla filosofia, come la linguistica, la critica letteraria, la teoria politica, la giurisprudenza, gli studi religiosi, la teoria dei media, l'antropologia, gli studi culturali, l'architettura (ispirando il movimento decostruttivista), gli studi postcoloniali, gli studi di genere e la psicoanalisi. La sua opera, che ebbe una diffusione globale, in particolare negli Stati Uniti e in Sudamerica, è solitamente associata al cosiddetto post-strutturalismo francese o al postmodernismo, benché Derrida non si sia mai riconosciuto in queste denominazioni.
Influenzato dalla fenomenologia di Edmund Husserl e dall'ontologia fondamentale di Martin Heidegger, il suo pensiero si concentrò inizialmente sui problemi epistemologici della filosofia francese degli anni sessanta, riguardanti lo statuto delle scienze umane, il contributo della psicoanalisi e della linguistica e il superamento dell'umanesimo. In seguito, a partire dagli anni ottanta e novanta, l'interrogazione di Derrida si rivolse a temi di carattere etico e politico, fra cui il cosmopolitismo, la natura della democrazia, i diritti umani e animali, l'idea di Europa e la crisi della sovranità. I suoi interventi lo resero una delle voci pubbliche più note nel panorama intellettuale europeo, al punto da essere più volte indicato come possibile vincitore del premio Nobel per la letteratura.
Il suo pensiero, esposto in uno stile difficile, è tuttora oggetto di notevoli controversie, polemiche e netti rifiuti soprattutto nel mondo della filosofia analitica anglosassone..

## Biografia
(da "L'animale che dunque sono")
Derrida nacque ad El Biar, un quartiere di Algeri (nell'allora Algeria francese), il 15 luglio del 1930 in un'agiata famiglia ebraica sefardita, che conseguì lo status di cittadini francesi nel 1870, a seguito dell'emanazione del decreto Crémieux da parte del governo coloniale francese, terzogenito dei cinque figli di Haïm Aaron Prosper Charles Derrida (1896-1970), detto Aimé, e di Georgette Sultana Esther Safar (1901-1991). I genitori gli diedero il nome di Jackie in omaggio all'attore Jackie Coogan, interprete del piccolo "monello" nell'omonimo film di Charlie Chaplin.
Durante la seconda guerra mondiale, nel 1942, il futuro filosofo fu espulso dal locale liceo a causa dei provvedimenti antisemiti emanati dalla repubblica collaborazionista di Vichy, venendo così costretto a proseguire gli studi in una scuola ebraica. Conseguì la maturità nel 1948, dopo essere stato bocciato l'anno precedente. Derrida ricordò poi di aver avuto grandi difficoltà nel periodo scolastico e universitario, respinto a numerosi esami, spesso per problemi di adattamento e di disciplina nello studio.
Nell'immediato dopoguerra si appassionò alla filosofia, leggendo Nietzsche, Bergson, Sartre, Kierkegaard, gli esistenzialisti, e Heidegger, tutte opere che segnarono la sua riflessione fino all'età più matura. Si trasferì nel 1949-1950 a Marsiglia dove il filosofo Étienne Borne lo introdusse alla lettura di Simone Weil e Plotino. Nel 1951 si recò a Parigi: al terzo tentativo, fu ammesso alla École Normale Supérieure (ENS), nella quale Althusser fu suo tutor; fra gli insegnanti c'era già Michel Foucault. Nel 1954 conseguì il diploma con una tesi sul problema della genesi nella filosofia di Husserl.
Dopo aver vinto una borsa di studio per l'università di Harvard, nel 1957 si sposò con Marguerite Aucouturier con la quale ebbe tre figli, nel 1957 compì il servizio militare in Algeria. Nel 1959 svolse il primo intervento pubblico, sulla fenomenologia di Husserl, e negli anni successivi insegnò alla Sorbona, con numerosi seminari soprattutto su Hegel, Husserl e Heidegger.
La fama crescente lo portò, nel 1963, a scontrarsi direttamente con Foucault, a causa delle critiche che Derrida muoveva alla sua interpretazione di un brano della prima delle Meditazioni metafisiche di Descartes nella sua Storia della follia nell'età classica (1961, pp. 56–59).. La riconciliazione con Foucault avvenne solo nel 1981.
Nel 1966 tenne la prima di una lunga serie di conferenze negli Stati Uniti, dove conobbe Paul De Man e dove si affermò soprattutto come studioso della lingua e della scrittura. L'anno successivo uscirono le prime opere di grande diffusione, La scrittura e la differenza, La voce e il fenomeno e Della grammatologia; le sue conferenze gli assicurarono grande notorietà; Derrida, durante gli avvenimenti del 1968, preferì restare defilato, irritato dagli aspetti più ideologici del movimento. In quel stesso periodo, a Parigi, frequentò Blanchot e il poeta Paul Celan.
La sua attività filosofica si svolse sempre di più a livello internazionale; viaggiando e tenendo conferenze in tutto l'Occidente, fra l'Europa (ad esempio in Germania, Svizzera) e gli Stati Uniti, dove sempre più forte era la polemica con i filosofi analitici e in particolare con Searle.
Essendo stata approvata una legge che aboliva, in Francia, l'insegnamento della filosofia nelle scuole secondarie, Derrida convocò nel 1979 i cosiddetti "Stati generali della filosofia", 1200 studiosi, in una manifestazione di protesta; fu in quest'occasione che accettò per la prima volta di essere fotografato in pubblico.
Sul finire del 1981 recatosi a Praga per tenere un seminario organizzato da Charta 77, fu arrestato per motivi politici con l'accusa di detenzione di stupefacenti e fu rilasciato grazie all'intervento di Mitterrand.
Negli anni ottanta si moltiplicarono le critiche all'oscurità e all'ambiguità del suo pensiero, soprattutto da parte di Jürgen Habermas e dei filosofi analitici, che nel 1992 pubblicarono una lettera sul Times di Londra, accusandolo di non essere un vero filosofo ma solo uno scrittore, e contestarono perciò l'assegnazione della laurea honoris causa a Cambridge di quello stesso anno.
Negli ultimi anni il pensiero di Derrida si concentrò sui temi etici dell'amicizia, della morte, e sulle questioni politiche, in particolare sul problema del terrorismo e del Medio Oriente; nel 2003 fu insignito della laurea honoris causa a Gerusalemme. La sua morte avvenne nel 2004, in un ospedale parigino, per un tumore al pancreas.

## La Decostruzione
Prendendo spunto da alcuni motivi emergenti dalla fenomenologia di Husserl, dal pensiero di Heidegger e dalla linguistica strutturalista di de Saussure, nonché riprendendo temi propri alla riflessione di Nietzsche e di Freud, Derrida ha elaborato un percorso filosofico che si caratterizza come decostruzione della "metafisica della presenza". Quest'ultima costituirebbe l'aspetto più evidente ed egemone della filosofia occidentale.
La presenza si decostruisce nel momento in cui se ne ridefinisce la portata: non scompare, ma gioca nell'antinomia tra la rivendicazione di una sua pienezza forte - da ridurre invece e affermare solo come pretesa idealizzante, ma appellativa e dunque imprescindibile - e la sfuggente ma essenziale complessità della sua struttura fondante.
Nel definire il suo approccio alla filosofia e al testo in generale, Derrida ha insistito nel mettere in guardia dal concepire la decostruzione semplicemente come un metodo d'interpretazione. La nozione di metodo, infatti, è stata elaborata nell'ambito di quella stessa filosofia che la decostruzione coinvolge e pertanto ne condivide taluni presupposti. La decostruzione non riguarda semplicemente l'approccio soggettivo alla materia d'indagine, poiché è ciò che accade alle "strutture" e alle istituzioni che nel complesso costituiscono una cultura; è la trasformazione di quelle stesse strutture e istituzioni. In questo senso si tratta di qualcosa che è "sempre già" incominciato nel momento in cui se ne può prendere atto. Se si considera l'implicazione circolare dell'elemento oggettivo e di quello soggettivo in gioco in un simile approccio, le analogie della decostruzione con l'ermeneutica filosofica sono evidenti. 
La riflessione di Derrida ha esercitato influenza in svariati campi del sapere, in particolare nell'ambito della letteratura, del diritto, dell'architettura, della matematica, e dell'arte in generale.
Per lo stile di scrittura, particolarmente complesso ed ellittico, da più parti il suo pensiero è stato ritenuto più vicino a una forma letteraria che a una rigorosa elaborazione filosofica. Le reazioni dei critici più autorevoli sono spesso state riprese dallo stesso Derrida in opere successive e fatte oggetto di analisi.
In Italia il suo pensiero ha ricevuto accoglienza e diffusione grazie soprattutto a Gianfranco Dalmasso, Maurizio Ferraris e Carlo Sini.

## Ontologia e Différance
Nella riflessione ontologica, Derrida fonda la maggior parte dei suoi concetti più importanti. Riprendendo e, in un certo senso, estremizzando le istanze mosse da Heidegger sulla difficoltà dell'Essere, Derrida riconosce l'indefinibilità dell'identità dell'Essere giacché esso conserva in sé medesimo una differenza. Tale differenza, ("différance" nel linguaggio derridiano) sarebbe il tratto costitutivo di ogni spazio dell'esistenza: tutto ciò che è, è sempre decentrato rispetto a sé stesso e, pertanto, in larga misura indicibile dal linguaggio.
L'impotenza del linguaggio di fronte all'essere deve però confrontarsi con l'esistenza stessa di un linguaggio. Tale linguaggio, che si muove sulle tracce ("trace") dell'Essere, rimanda dunque a qualcosa di originario, decentra in qualche modo l'originarietà fondativa della domanda sull'Essere. Non poggiando su una datità della parola, del Verbo, né tanto meno su fondatezze metafisiche, il linguaggio è per propria natura solo traccia, ovvero scrittura ("écriture"). L'origine del discorso è sempre l'archi-scrittura, la scrittura del mondo, dei simboli, dell'antropologia; la presenza somatica che, da sola, ma in modo insufficiente, testimonia l'esistenza del mondo.
La "différance", tradotta solitamente in italiano con "dif-ferenza", non è propriamente né un concetto, né una parola, bensì un "fascio", un viluppo di sensi o di linee di forza. Nell'edizione de Della grammatologia, pubblicata in Francia nel 1967 e in Italia edita da Jaca Book nel 1969, i traduttori avvertono che:

### Il rapporto con la fenomenologia
I primi lavori di Derrida si situano all'interno del dibattito fra storicismo e strutturalismo impostosi negli anni quaranta e cinquanta, e riguardano in particolare le soluzioni al problema della genesi delle idee (genesi storica o metastorica, ovvero strutturale?) esposte da Husserl nella sua filosofia. Com'è noto, Husserl riteneva di poter dedurre la sussistenza di un io trascendentale, cui corrisponderebbe una logica pura, cui si potrebbe accedere attraverso un processo di riduzione a partire dalle condizioni empiriche della conoscenza effettiva del soggetto. La critica di Derrida a questa impostazione resterà un motivo fondativo del suo pensiero: per il filosofo francese un trascendentale puro non può che essere totalmente astratto e vuoto, quindi indifferente alla storia; il vero trascendentale non può quindi che convivere con il reale, pur non essendone direttamente determinato. In altri termini si tratta di un a priori materiale (riempito di contenuti) e non formale: la decostruzione, intesa come analisi dell'esperienza che ne esibisce le strutture necessarie, diviene quindi a sua volta anche una costruzione, l'esibizione delle condizioni a priori celate nel mondo e che rendono possibile quest'ultimo.

### La questione dell'animalità
Per Derrida la «questione dell'animalità» rappresenta «il limite su cui sorgono e prendono forma tutte le altre grandi questioni [...]. I rapporti tra uomini e animali dovranno cambiare. E dovranno farlo nella duplice accezione di questo termine, nel senso di una necessità "ontologica" e di un dovere "etico"». Finora agli animali non abbiamo negato la facoltà di parlare, ma la possibilità di risponderci (rispondere a) rendendoci responsabili (rispondere di), in maniera da dar corpo alla riflessione con e su l'Altro. Occorre non «limitarsi a sottolineare che, guardando meglio, ciò che viene attribuito al "proprio dell'uomo" appartiene anche ad altri esseri viventi, ma anche, al contrario, che ciò che viene attribuito al proprio dell'uomo non gli appartiene in modo puro e rigoroso, e che bisogna quindi ristrutturare tutta la problematica».

### Il rapporto con la tradizione ebraica
Il rapporto di Derrida con la tradizione ebraica è sempre stato molto complesso. Per sua stessa ammissione, Derrida non leggeva né l'ebraico né l'aramaico e quindi gli era preclusa la lettura dei testi della tradizione biblica, talmudica e kabbalistica. Da questo punto di vista, il suo rapporto è sempre stato indiretto e infatti la “decostruzione” non è mai stata direttamente usata per leggere testi della tradizione ebraica, a parte qualche eccezione. Si veda in particolare il saggio recente che affronta anche la questione se la decostruzione sia un “metodo” o permetta di sviluppare una “ontologia ebraica":.

### Il dialogo con le arti e la letteratura
Numerosi testi di Derrida sono dedicati alla lettura di opere artistiche o letterarie. L'interesse nei confronti dell'arte e della letteratura accompagna tutto lo sviluppo del pensiero derridiano. Derrida interpreta le arti e la letteratura come forme di scrittura che per principio non sono sottomesse, come accade nel caso della tradizione filosofica, alla logica logocentrica. Questo interesse nei confronti dell'arte e della letteratura va di pari passo con una diffidenza nei confronti della disciplina filosofica che tradizionalmente si occupa del campo artistico e letterario, ovvero l'estetica. In La verità in pittura Derrida critica le tre grandi estetiche tedesche di Kant, Hegel e Heidegger sostenendo che in tutti e tre i casi la filosofia si propone come un discorso "egemone", che tenta di sottomettere la verità dell'arte e della letteratura, riconducendola logocentricamente alla verità del pensiero razionale. Per Derrida è dunque necessario "superare, smontare o rimuovere l’eredità delle grandi filosofie dell’arte che dominano ancora" l'orizzonte della riflessione sulle arti e sulla letteratura. L'approccio decostruttivo all'arte e alla letteratura tenta dunque di evitare le strettoie logocentriche che caratterizzano la filosofia dell'arte. Si configura così un compito per certi versi impossibile: interrogare le opere artistiche e letterarie senza sottometterle alla logica del concetto e del pensiero. Tra gli autori a cui Derrida ha dedicato saggi importanti bisogna ricordare Artaud, Celan, Joyce, Mallarmé, Jabès, Valéry, Ponge. Non bisogna dimenticare, poi, che nel 1990 Derrida viene incaricato di progettare una mostra con alcune opere del Louvre: Derrida sceglie di lavorare sul tema della cecità e dell'autoritratto e il percorso che costruisce dà origine a un testo pubblicato con il titolo Memorie di cieco. L'autoritratto e altre rovine.

## Critiche

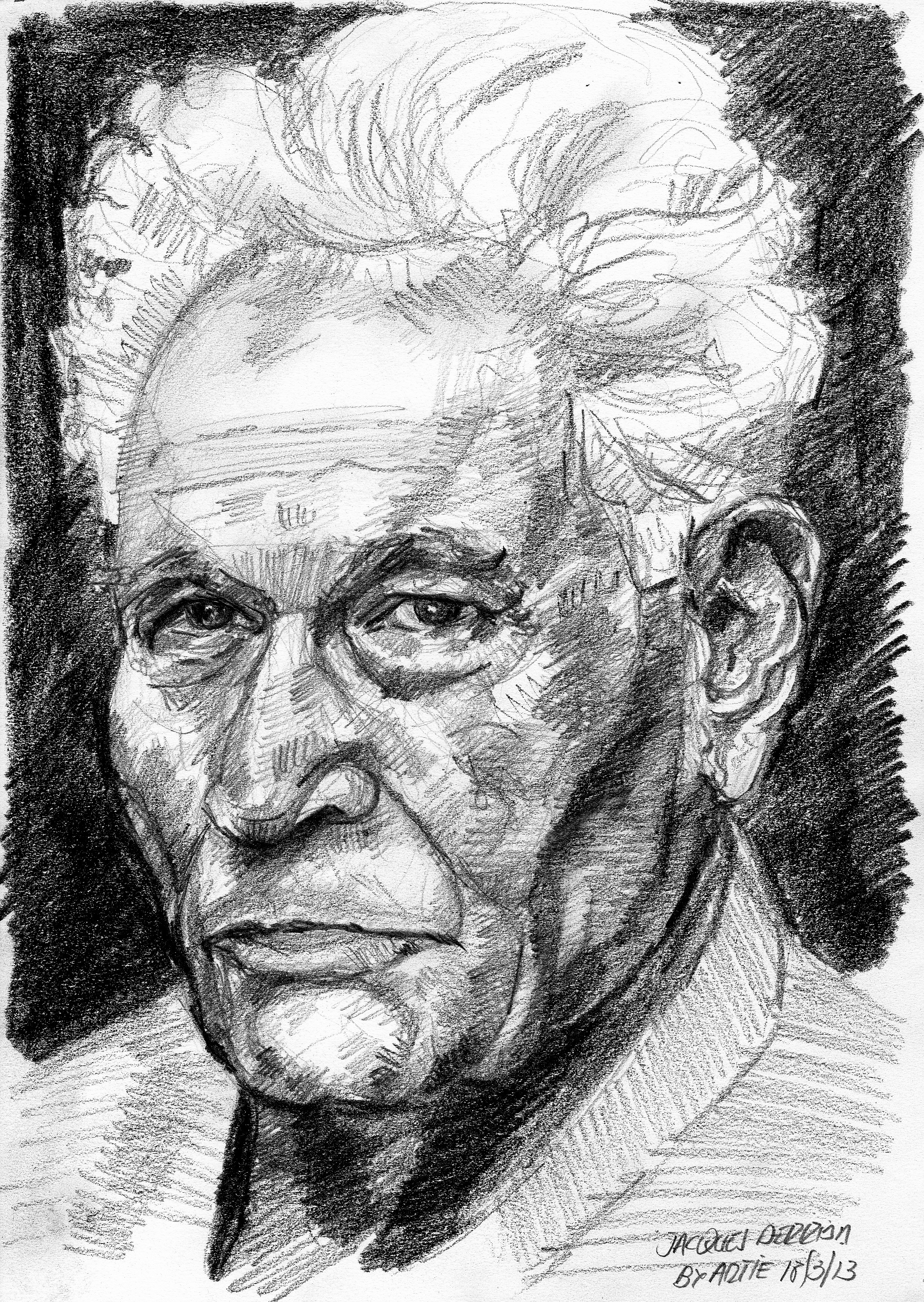
Ritratto di Derrida

Le principali critiche rivolte al pensiero di Derrida riguardano, innanzi tutto, come si è già detto, l'accusa di oscurità con cui egli espone i suoi concetti; oscurità che i critici considerano sinonimo di arbitrarietà, ovvero di mancanza di rigore filosofico; inoltre, la centralità del tema della decostruzione nella filosofia di Derrida ha spinto alcuni a ritenere il suo un pensiero nichilista, che esita nello scetticismo e nel solipsismo più assoluti, giacché la decostruzione mostrerebbe l'infondatezza e la precarietà di tutta la tradizione del pensiero occidentale. A queste critiche Derrida replica che il suo decostruzionismo è affermativo, produttivo, e non mira a togliere fondamento ai concetti, ma solo a esibire le modalità del loro sviluppo e funzionamento.
Nikos Salingaros critica aspramente il decostruttivismo in architettura e la sua applicazione a-critica della filosofia del post-strutturalismo. Nel suo saggio The Derrida Virus egli sostiene che le idee di Jacques Derrida, applicate in modo poco critico, costituiscono un “virus” di informazione che distrugge il pensiero logico e la conoscenza. Salingaros utilizza il modello del "meme", già introdotto da Richard Dawkins per interpretare la trasmissione delle idee. Nel fare ciò egli offre un modello che conferma le precedenti affermazioni del filosofo Richard Wolin secondo le quali la filosofia di Derrida è in senso logico nichilista.
Da parte loro, I maggiori esponenti della filosofia continentale (in particolare J. Habermas e K.O. Apel) si sono apertamente schierati contro i principi della decostruzione e del decostruzionismo e hanno proposto, al contrario, l'idea di una dialettica progressiva tra la comunità storica e ideale degli interpreti che miri alla progressiva risoluzione dei conflitti economico e sociali attraverso i principi di un'etica della comunicazione, ovvero di una strategia discorsiva pienamente democratica.
All'interno della cosiddetta "guerra della scienza" il nome di Derrida compare spesso tra i bersagli contro cui esponenti del mondo scientifico si scagliano per denunciare l'impiego superficiale e decontestualizzato di importanti risultati della fisica moderna (derivanti perlopiù dal principio di indeterminazione di Heisenberg). La decostruzione sarebbe dunque una pratica retorica tendenziosa viziata al fondo, dall'incomprensione di risultati e metodo scientifico.

## Opere principali
- Introduction à "L'origine de la géométrie" de Edmund Husserl, 1962; trad. it. di C. Di Martino, Introduzione a Husserl "L'origine della geometria", Jaca Book, Milano 1987/2008.
- De la grammatologie, 1967; trad. it. di R. Balzarotti, F. Bonicalzi, G. Contri, G. Dalmasso, A.C. Loaldi, Della grammatologia, Jaca Book, Milano 1968/2006.
- L'écriture et la différence, 1967; trad. it. di G. Pozzi, La scrittura e la differenza, Einaudi, Torino 1971.
- La voix et le phénomène. Introduction au problème du signe dans la phénoménologie de Husserl, 1967; trad. it. e cura di G. Dalmasso, La voce e il fenomeno. Introduzione al problema del segno nella fenomenologia di Husserl, Jaca Book, Milano 1968/2001.
- Marges – de la philosophie, 1972; trad. it. di M. Iofrida, Margini – della filosofia, Einaudi, Torino 1997.
- Glas, 1974; trad. it. di S. Facioni, Bompiani 2006.
- La pharmacie de Platon, 1972, trad. it. di R. Balzarotti, La farmacia di Platone, Jaca Book, Milano 1985/2007
- De l'esprit. Heidegger et la question, 1987; trad. it. di G. Zaccaria, Dello spirito. Heidegger e la questione, Feltrinelli, Milano 1989.
- La dissémination, 1972, trad. it. M. Odorici, La disseminazione, Jaca Book, Milano 1989.
- Il problema della genesi nella filosofia di Husserl, Jaca Book, Milano 1992.
- Spectres de Marx 1993; trad. it. di G. Chiurazzi, Spettri di Marx, Cortina, Milano 1994.
- Marx & Sons. Politica, spettralità, decostruzione, trad. it. di E. Castanò, D. De Santis, L. Fabbri, M. Guidi e A. Lodeserto, Mimesis, Milano 2008.
- Perdonare Cortina editore, 2004.
- Force de loi. Le Fondement mystique de l'autorité 1994; trad. it. di A. Di Natale, Forza di legge, Boringhieri Torino 2003.
- Memorie per Paul de Man. Saggio sull'autobiografia, S. Petrosino (a cura di), Jaca Book, Milano 1996.
- Il segreto del nome. Chora, Passioni, Salvo il nome, trad. it. di F. Garritano, Jaca Book, Milano 1997/2005.
- Addio a Emmanuel Lévinas, trad. it. di S. Petrosino e M. Odorici, Jaca Book, Milano 1998/2007.
- Paraggi. Studi su Maurice Blanchot, trad. it. di S. Facioni, Jaca Book, Milano 2000.
- Donare la morte, trad. it. di L. Berta, Jaca Book, Milano 2002/2009.
- Economimesis. Politiche del bello, trad. it. di F. Vitale, Jaca Book, Milano 2005.
- Ogni volta unica, la fine del mondo, trad. it. M. Zannini, Jaca Book, Milano 2005.
- L'animal que donc je suis 2006; trad. it. di G. Dalmasso, L'animale che dunque sono, Jaca Book, Milano 2006.
- Adesso l'architettura 2008; trad. it. di F. Vitale, H. Scelza, Libri Scheiwiller, Milano 2008.
- Psyché. Invenzioni dell'altro. Volume 1, trad. it. di R. Balzarotti, Jaca Book, Milano 2008.
- La lingua che verrà (con H. Cixous), trad. it. di A. Mirizio, Meltemi Editore, Roma, 2008.
- La bestia e il sovrano. Volume I (2001-2002). Seminari di Jacques Derrida, trad. it. di G. Carbonelli, Jaca Book, Milano, 2009, ISBN 978-88-16-40894-4
- Psyché. Invenzioni dell'altro. Volume 2, trad. it. di R. Balzarotti, Jaca Book, Milano 2009.
- Il fattore della verità, traduzione di Francesco Zambon, Adelphi, 2010.
- Jacques Derrida, Tentazione di Siracusa, Mimesis, 2019.
- Jacques Derrida, Speculare su "Freud", Cortina Raffaello, 2000.
- Jacques Derrida, Quel che il Signore disse ad Abramo, Castelvecchi, 2006.
- Jacques Derrida, Politiche dell'amicizia, Cortina Raffaello, 1996.
- Jacques Derrida, Pensare al non vedere - Scritti sulle arti del visibile (1979-2004), Jaca Book, 2016.
- Jacques Derrida, Memorie di cieco - L'autoritratto e altre rovine, Abscondita, 2003.
- Jacques Derrida, La verità in pittura, Roma, Newton Compton, 1981.  Jacques Derrida, La verità in pittura, Orthotes, 2020.
- Jacuqes Derrida, Le arti dello spazio. Scritti e interventi sull'architettura, Mimesis, 2018.
- Jacques Derrida, La cartolina. Da Socrate a Freud e al di là., Mimesis, 1980.
- Jacques Derrida, Il tempo degli addi, Mimesis, 2006.
- Jacques Derrida, Il sogno di Benjamin, Bompiani, 2003.
- Jacques Derrida, Il monolinguismo dell'altro o la protesi d'origine, Cortina Raffaello, 2004.
- Jacques Derrida, Essere giusti con Freud. la storia della follia nell'età della psicoanalisi, Cortina Raffaello, 1994.
- Jacques Derrida, Donare il tempo. La moneta falsa, Cortina Raffaello, 1996.
- Jacques Derrida, Confessare l'impossibile. <Ritorni>, pentimento e riconciliazione, Cronopio, 2018.
- Jacques Derrida, Dal diritto alla filosofia, Abramo, 1990.
- Jacques Derrida, Al di là delle apparenze. L'altro è segreto perché è l'altro, Mimesis, 2010.